# Celebrity Touch
Celebrity Touch è un singolo del gruppo musicale polacco Riverside, pubblicato il 17 dicembre 2012 come unico estratto dal quinto album in studio Shrine of New Generation Slaves.

## Descrizione
Terza traccia dell'album, il testo del brano affronta il sentimento dell'essere importanti nell'era moderna:
(Riverside)

## Video musicale
Il videoclip, diretto da Mateusz Winkiel, è stato pubblicato il 14 gennaio 2013 attraverso il canale YouTube della Inside Out Music.

## Tracce
Testi di Mariusz Duda, musiche dei Riverside.
Download digitale
1. Celebrity Touch – 6:48

CD singolo (Polonia)
1. Celebrity Touch (Album Version) – 6:47
2. Celebrity Touch (Radio Edit) – 4:38

## Formazione
Gruppo
- Mariusz Duda – voce, basso, chitarra acustica, ukulele, direzione musicale
- Piotr Grudziński – chitarra
- Piotr Kozieradzki – batteria
- Michał Łapaj – tastiera, organo Hammond

Produzione
- Riverside – produzione
- Magda Srzedniccy – produzione, registrazione, missaggio, mastering
- Robert Srzedniccy – produzione, registrazione, missaggio, mastering